# Calathea undulata
Calathea undulata là một loài thực vật có hoa trong họ Marantaceae. Loài này được (Linden & André) Linden & André mô tả khoa học đầu tiên năm 1872.

## Hình ảnh

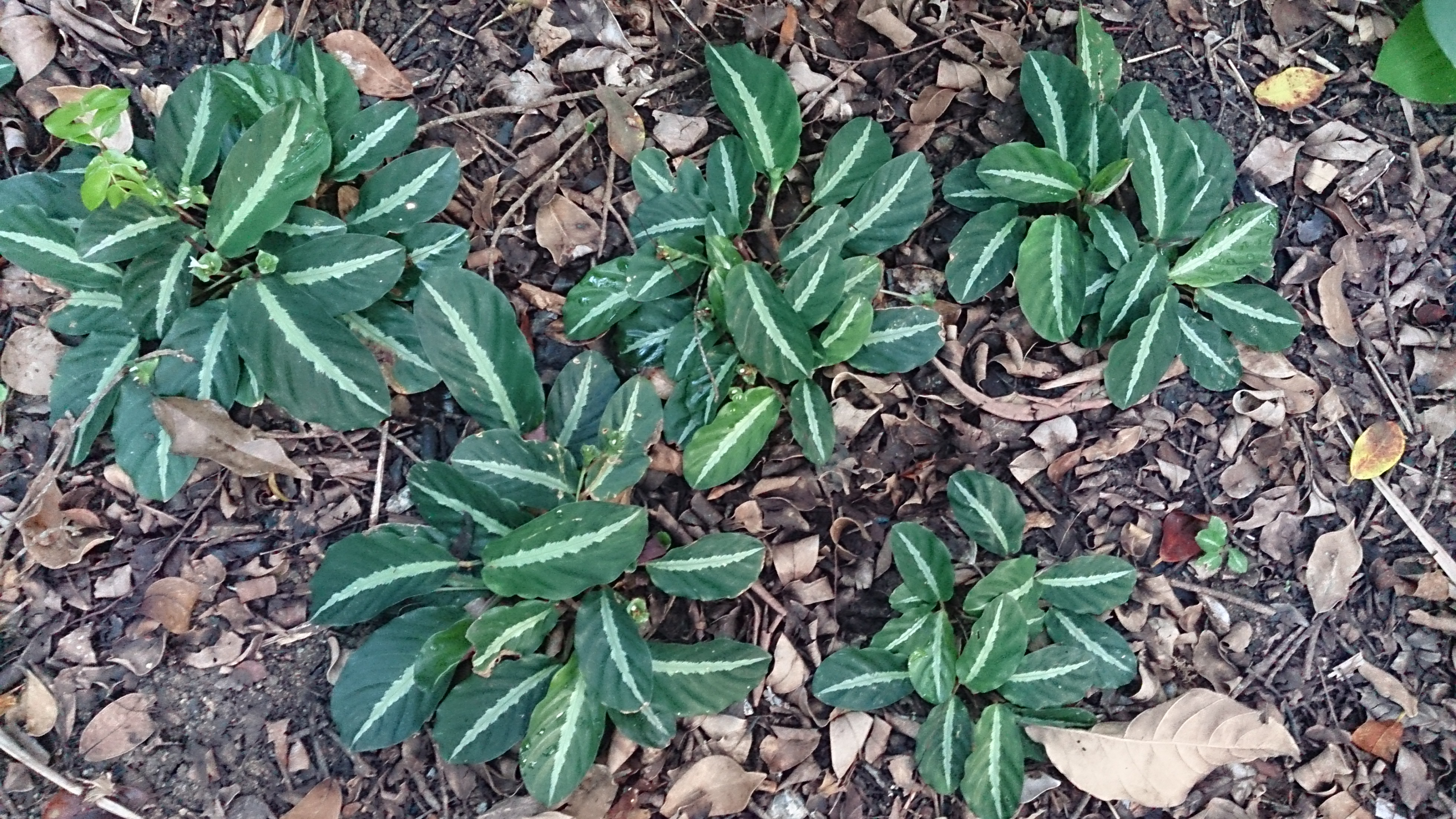
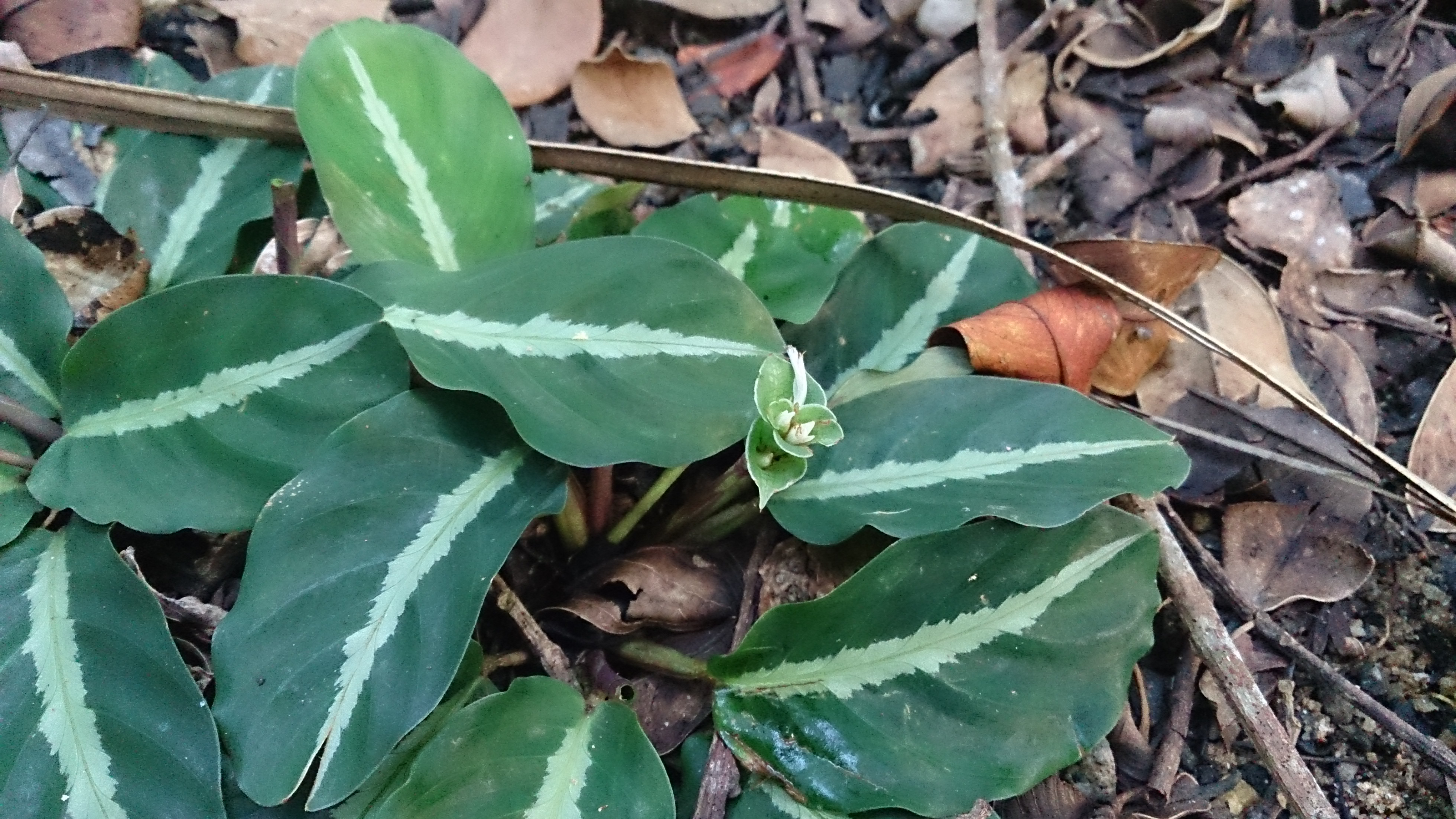